# Knema pectinata
Espèce
Statut de conservation UICN

 VU  : Vulnérable
Knema pectinata est une espèce de plantes du genre Knema de la famille des Myristicaceae.